# Canadian Soccer League 2014
La Canadian Soccer League 2014 fue la 17.ª edición del campeonato semiprofesional del fútbol canadiense, la cual comenzó el 24 de mayo y terminó el 26 de octubre con 10 equipos en la primera división y 9 en la segunda.

## Sistema de campeonato
De los 10 equipos esta temporada, los 10 están regresando de la temporada 2013. El único equipo que sufrió cambios fue el Astros Vasas FC, que cambió su nombre a North York Astros. Los clubes de la St. Catharines Roma Wolves y Windsor Stars han abandonado la liga.

### Torneo regular
El torneo se disputa mediante el sistema de todos contra todos, donde cada equipo juega contra los demás dos veces, una como local, y otra como visitante. Cada equipo recibirá tres puntos por partido ganado, un punto en caso de empate, y ninguno si pierde. 

Al finalizar la última jornada los 8 equipos con mayor puntuación avanzaran a la fase final del campeonato.

### Fase final
Los ocho clubes calificados para esta fase del torneo serán reubicados de acuerdo con el lugar que ocupen en la tabla General al término de la temporada regular, con el puesto del número uno al club mejor clasificado, y así hasta el número 8. Los partidos a esta fase se desarrollarán a único partido, en las siguientes etapas:
- Cuartos de final
- Semifinales
- Final

En cada etapa si al término del tiempo reglamentario el partido está empatado, se agregarán dos tiempos extras de 15 minutos cada uno. De persistir el empate en estos periodos, se procederá a lanzar tiros penales hasta que resulte un vencedor.

## Equipos participantes
| Club                 | Ciudad                  | Estadio                    | Capacidad |
| -------------------- | ----------------------- | -------------------------- | --------- |
| Brampton United      | Brampton                | Victoria Park Stadium      | 2 000     |
| Burlington           | Burlington              | Nelson Stadium             | 1 000     |
| Kingston FC          | Kingston (Ontario)      | Queen's West Campus Field  | 1 200     |
| London City SC       | London (Ontario)        | Hellenic Community Centre  | 1 000     |
| Niagara United       | Niagara Falls (Ontario) | Kalar Sports Park          | 1 000     |
| North York Astros    | Toronto                 | Esther Shiner Stadium      | 3 100     |
| Serbian White Eagles | Toronto                 | Lamport Stadium            | 9 600     |
| Toronto Croatia      | Milton                  | Karlovac Park              | 1 000     |
| Waterloo             | Waterloo (Ontario)      | Warrior Field              | 5 400     |
| York Region Shooters | Maple (Ontario)         | St. Joan of Arc Turf Field | 1 000     |

## Temporada regular
|  |     | Equipo               | PJ | PG | PE | PP | GF | GC | DG  | PTS |
|  | --- | -------------------- | -- | -- | -- | -- | -- | -- | --- | --- |
|  | 1.  | York Region Shooters | 18 | 13 | 5  | 0  | 42 | 15 | +27 | 44  |
|  | 2.  | Toronto Croatia      | 18 | 10 | 3  | 5  | 40 | 27 | +13 | 33  |
|  | 3.  | Kingston FC          | 18 | 8  | 4  | 6  | 47 | 38 | +9  | 28  |
|  | 4.  | North York Astros    | 18 | 7  | 5  | 6  | 31 | 22 | +9  | 26  |
|  | 5.  | Burlington           | 18 | 7  | 3  | 8  | 23 | 37 | -14 | 24  |
|  | 6.  | Serbian White Eagles | 18 | 6  | 5  | 7  | 32 | 20 | +12 | 23  |
|  | 7.  | Waterloo             | 18 | 6  | 4  | 8  | 33 | 42 | -9  | 22  |
|  | 8.  | Brampton United      | 18 | 6  | 3  | 9  | 19 | 25 | -6  | 21  |
|  | 9.  | London City SC       | 18 | 6  | 2  | 10 | 31 | 46 | -15 | 20  |
|  | 10. | Niagara United       | 18 | 3  | 2  | 13 | 23 | 49 | -26 | 12  |

|  | Clasificados a la fase final. |

## Fase final
|  | Cuartos de final     | Cuartos de final   |                   |                      | Semifinales        | Semifinales        |  |                          | Final         | Final         |  |
|  | 11 y 12 de octubre   | 11 y 12 de octubre |                   |                      | 18 y 19 de octubre | 18 y 19 de octubre |  |                          | 26 de octubre | 26 de octubre |  |
|  |                      |                    |                   |                      |                    |                    |  |                          |               |               |  |
|  |                      |                    |                   |                      |                    |                    |  |                          |               |               |  |
|  | York Region Shooters | 3                  |                   |                      |                    |                    |  |                          |               |               |  |
|  | York Region Shooters | 3                  |                   |                      |                    |                    |  |                          |               |               |  |
|  | Brampton United      | 0                  |                   |                      |                    |                    |  |                          |               |               |  |
|  | Brampton United      | 0                  |                   | York Region Shooters | 1                  |                    |  |                          |               |               |  |
|  |                      |                    |                   | York Region Shooters | 1                  |                    |  |                          |               |               |  |
|  |                      |                    | North York Astros | 0                    |                    |                    |  |                          |               |               |  |
|  | North York Astros    | 4                  | North York Astros | 0                    |                    |                    |  |                          |               |               |  |
|  | North York Astros    | 4                  |                   |                      |                    |                    |  |                          |               |               |  |
|  | Burlington           | 0                  |                   |                      |                    |                    |  |                          |               |               |  |
|  | Burlington           | 0                  |                   |                      |                    |                    |  | York Region Shooters (p) | 1 (5)         |               |  |
|  |                      |                    |                   |                      |                    |                    |  | York Region Shooters (p) | 1 (5)         |               |  |
|  |                      |                    | Toronto Croatia   | 1 (4)                |                    |                    |  |                          |               |               |  |
|  | Toronto Croatia      | 4                  | Toronto Croatia   | 1 (4)                |                    |                    |  |                          |               |               |  |
|  | Toronto Croatia      | 4                  |                   |                      |                    |                    |  |                          |               |               |  |
|  | Waterloo             | 2                  |                   |                      |                    |                    |  |                          |               |               |  |
|  | Waterloo             | 2                  |                   | Toronto Croatia      | 2                  |                    |  |                          |               |               |  |
|  |                      |                    |                   | Toronto Croatia      | 2                  |                    |  |                          |               |               |  |
|  |                      |                    | Kingston FC       | 1                    |                    |                    |  |                          |               |               |  |
|  | Kingston FC (t.s)    | 3                  | Kingston FC       | 1                    |                    |                    |  |                          |               |               |  |
|  | Kingston FC (t.s)    | 3                  |                   |                      |                    |                    |  |                          |               |               |  |
|  | Serbian White Eagles | 0                  |                   |                      |                    |                    |  |                          |               |               |  |
|  | Serbian White Eagles | 0                  |                   |                      |                    |                    |  |                          |               |               |  |
|  |                      |                    |                   |                      |                    |                    |  |                          |               |               |  |

## Goleadores
| Posición | Jugador                 | Club                 | Goles |
| -------- | ----------------------- | -------------------- | ----- |
| 1        | Marin Vučemilović-Grgić | London City SC       | 20    |
| 2        | Drazen Vukovic          | SC Waterloo          | 16    |
| 3        | Guillaume Surot         | London City SC       | 12    |
| 4        | Jose De Sousa           | North York Astros    | 10    |
| 5        | Joey Melo               | North York Astros    | 9     |
| 6        | Catalin Lichioiu        | Kingston FC          | 8     |
| 6        | Sahjah Reid             | Serbian White Eagles | 8     |
| 8        | Leaford Allen           | Brampton City United | 7     |
| 8        | Mademba Ba              | Kingston FC          | 7     |
| 8        | Pero Menalo             | Toronto Croatia      | 7     |

Updated: 30 de abril de 2017 

Source: http://canadiansoccerleague.ca/2014-first-division-stats/ Archivado el 29 de mayo de 2017 en Wayback Machine.